# Kingdome 19
Kingdome 19 (eigentlich Daniel Schunack; * April 1966 in Ost-Berlin) ist ein deutscher Erotik-Fotograf. Als Foto-Grafiker ist er spezialisiert auf im Labor nachbearbeitete Männerfotografien.

## Leben
Schunack wuchs in Berlin-Pankow auf und machte zunächst eine Grafikerlehre.
1997 brachte der schwule Verleger Bruno Gmünder in seinem Verlag ein erstes schmales 50-seitiges Kingdome 19-Büchlein mit kunstvoll nachbearbeiteten Männerbildern auf den Markt. Noch erfolgreicher waren Mitte der 1990er Jahre drei Folgebücher beim schwulen Verlag Volker Janssen (Kapstadt): Die Werkschau „2 Omen“, die viele unveröffentlichte Arbeiten von 1994 bis 1998 in über 100 Seiten aufzeigt, das ausschließlich mit afrikanischen, dunkelhäutigen Modellen erarbeitete Konzeptbuch: „Exposition: 3“ und der erste komplette Soldaten- und Gefängnisband: „Arrested“. Seit 2004 erscheinen seine Bildbände wieder beim ursprünglichen Verlagshaus: das 160-seitige, „Universal“, das US Pornostars wie „Thom Barron“, „Spike“, „Rafael Carreras“ und „Joe Landon“ zeigt und der 2006er Bildband „Wicked Dreams“, in dem alle Werke stimmungskonform zu über 90 Elton John Songs sind.
2008 folgte der zweite Soldaten & Gefängnisband: „Convicts“ mit über 100 Seiten. Das Konzeptbuch zeigt provokativ die Erotik hinter Gefängnismauern.
2014 veröffentlichte Kingdome 19 den großformatigen Bildband „2014 MEN“ und 2017 folgte das Doppelbuch „Nostalgia“ mit 2 getrennten Themenbereichen: „Italian Edition“ und „Egyptian Edition“ – begleitet von einem umfangreichen „Making of...“ 8 DVD-Box-Set. 2018 erschien die streng limitierte Sammler Box „The Golden Box“. 2019 der Nachfolger „The Golden Box II“. Wie auch andere Künstler weltweit, begab sich Kingdome 19 in eine selbstgewählte Isolation während der COVID-19-Pandemie; die im Oktober 2021 mit der Ankündigung der 2 neuen Bücher endete.

## Arbeitsweise
Kingdome 19 bevorzugt dekorierte Akte (fast ausschließlich männliche Modelle). Die meisten Bilder zeigen Männer mit großen Geschlechtsorganen in den Posen griechisch-römischer Statuen mit mäandernden Girlanden, ägyptischen Hieroglyphen und Elementen der griechischen Mythologie.
Wie nur wenige andere Foto-Grafiker, z. B. Kelly Grider (Amerika), Jan Saudek (Tschechien) und Jo Brunenberg (Niederlande), bleibt auch Kingdome 19 der arbeitsintensiven althergebrachten Labortechnik treu, obwohl sich im Fotobereich ansonsten die Digitaltechnik international durchsetzt hat.
Indem diese Laborspezialisten mehrere Negative bzw. Folien verwenden und sie beim Entwickeln übereinander legen, erzielen sie eine antike Anmutung. Um diesen Effekt noch zu verstärken, geben sie Sepiatöne dazu, um die Haut wärmer wirken zu lassen. Bewusste Verkratzungen und Unschärfen lassen die Ergebnisse dann wie Aufnahmen aus den Anfängen der Daguerreotypie erscheinen.
Für die Sammler von Kunstfotografie ist Kingdome 19 besonders interessant, weil alle finalen Ausbelichtungen jeweils nur ein einziges Mal vorhanden sind, bevor sie nummeriert und signiert als so genannte Unikate in der Größe 30 × 40 cm verkauft werden. Kingdome 19 veröffentlicht jedes Jahr drei bis vier themenbezogene Kollektionen mit jeweils 8 bis 20 Unikaten.

## Bücher & Box-Sets
- Edition Euros No. 7, Bruno Gmünder Verlag, Berlin, 1997, ISBN 3-86187-089-4
- Young Boys, 1998, Box-Set zu Edition Euros No. 7
- 2 Omen, Janssen Verlag, Kapstadt, 1998, ISBN 3-925443-82-7
- Behind The Omen, 1999, Box-Set zu 2 Omen
- Exposition: 3, Janssen Verlag, Kapstadt, 2000, ISBN 3-931613-22-4
- Black Celebration, 2000, Box-Set zu Exposition: 3
- Arrested, Janssen Verlag, Berlin, 2002, ISBN 3-931613-17-8
- Behind Closed Doors, 2002, Box-Set zu Arrested
- mit Henning von Berg, Universal, Bruno Gmünder Verlag, Berlin, 2004, ISBN 3-86187-655-8
- Universal Box-Set, (ohne Originalfotos von H. von Berg), 2005, Box-Set zu Universal
- Wicked Dreams, Bruno Gmünder Verlag, Berlin, 2006, ISBN 3-86187-875-5
- The Camera Never Lies, 2006, Box-Set zu Wicked Dreams
- Treasure Box, 2008, erweitertes Box-Set zu Edition Euros No. 7
- Convicts, Bruno Gmünder Verlag, Berlin, 2008, ISBN 978-3-86787-014-6
- Maximum Security, 2009, Box-Set zu Convicts
- Cumvicts, 2010, Deluxe Edition des Box-Set zu Convicts
- The Private Camera I & II, 2010/2011, erweiterte Box-Sets zu Wicked Dreams
- The Making of…Universal, (ohne Originalfotos von H. von Berg), 2011, 2.Box-Set zu Universal
- Make It Big, 2012, Box-Set zum bislang unveröffentlichten Buch Size Does Matter
- 1908, [Kingdome19-service], Berlin, 2012, handgearbeitete Fotoalben
- 2014 MEN, [Kingdome19-service], Berlin, 2014,
- Nostalgia, [Kingdome19-service], Berlin, 2017, Doppelbuch
- The Golden Box, 2018, Box-Set
- The Golden Box II, 2019, Box-Set

## Kooperationen
- 1998 mit dem Pornodarsteller Wolff an dessen Bildband Wolff, Querverlag
- 1998 mit dem Pornodarsteller Thom Barron an dem Bildband Arrested, Janssen Verlag
- 1998–2004 mit dem Weltmeister im Kickboxen Jens Lintow für die Bildbände Arrested, Janssen Verlag, Universal und Wicked Dreams, beide Bruno Gmünder Verlag
- 1999 mit dem Olympiasportler Kofi Amoah Prah für den Bildband Exposition: 3
- 2003 mit dem Fotografen Leonard Zett, unveröffentlicht (Entwürfe und digitale Arbeiten davon im Box-Set Black Celebration zu sehen)
- 2004 mit dem Fotografen Henning von Berg für den Bildband Universal, Bruno Gmünder Verlag
- 2008 mit dem Pornodarsteller Marco Blaze, veröffentlicht in „1908“, Kingdome 19 service
- 2012 mit dem Pornodarsteller Henrik Sommer, veröffentlicht in „Nostalgia“ (Egyptian Edition), Kingdome 19 service
- 2017 mit dem Pornodarsteller Ken Summers, geplant für den Bildband „Book Noir“

## Buchbeteiligungen
- 1996 Männer Akt 2, Janssen Verlag, Kapstadt
- 1998 Wolff, Querverlag, Berlin
- 1999 Uniforms, Phenomenon Factory, USA
- 1999 Provocative Shots, Roto Vision, United Kingdom
- 2002 Nudes Indexx, Feierabend Verlag, Berlin
- 2003 Dreamboys Volume 4, Blue / Studio Magazines, Australia
- 2003 Mein heimliches Auge XVIII, Konkursbuch Verlag, Tübingen
- 2003 Mein schwules Auge I, Konkursbuch Verlag, Tübingen
- 2004 Deep Blue, Blue / Studio Magazines, Australia
- 2004 Naked, Feierabend Verlag, Berlin
- 2004 Beachboys, Blue / Studio Magazines, Australia
- 2004 Mein schwules Auge II, Konkursbuch Verlag, Tübingen
- 2004 Bad, Blue / Studio Magazines, Australia
- 2004 2 Blue, Blue / Studio Magazines, Australia
- 2005 Mein heimliches Auge XX, Konkursbuch Verlag, Tübingen
- 2006 Male Nudes, Feierabend Verlag, Berlin
- 2006 Black 3, Janssen Verlag, Kapstadt
- 2006 Visions, Gmünder Verlag, Berlin
- 2007 Mein heimliches Auge XXII, Konkursbuch Verlag, Tübingen
- 2007 Lightning The Nude: Top Photography Professionals Share Their Secrets, Roto Vision, United Kingdom
- 2008 Mein heimliches Auge XXIII, Konkursbuch Verlag, Tübingen
- 2009 Mein heimliches Auge XXIV, Konkursbuch Verlag, Tübingen
- 2010 Im richtigen Licht: Akt, Allison Wesley Verlag, United Kingdom
- 2010 Mein heimliches Auge XXV, Konkursbuch Verlag, Tübingen
- 2010 Jewels, Gmünder Verlag, Berlin
- 2011 Mein heimliches Auge XXVI, Konkursbuch Verlag, Tübingen